# Liste der Biografien/Yg
Liste der Biografien |
Portal Biografien |
Personensuche
# |
A |
B |
C |
D |
E |
F |
G |
H |
I |
J |
K |
L |
M |
N |
O |
P |
Q |
R |
S |
T |
U |
V |
W |
X |
Y |
Z |
?
 
Ya |
Yb |
Yc |
Yd |
Ye |
Yf |
Yg |
Yh |
Yi |
Yk |
Yl |
Ym |
Yn |
Yo |
Yp |
Yr |
Ys |
Yt |
Yu |
Yv |
Yw |
Yx |
Yz
Die Liste der Biografien führt alle Personen auf, die in der deutschsprachigen Wikipedia einen Artikel haben. Dieses ist eine Teilliste mit 7 Einträgen von Personen, deren Namen mit den Buchstaben „Yg“ beginnt.

## Yg
- YG (* 1990), US-amerikanischer RapperYG (* 1990)

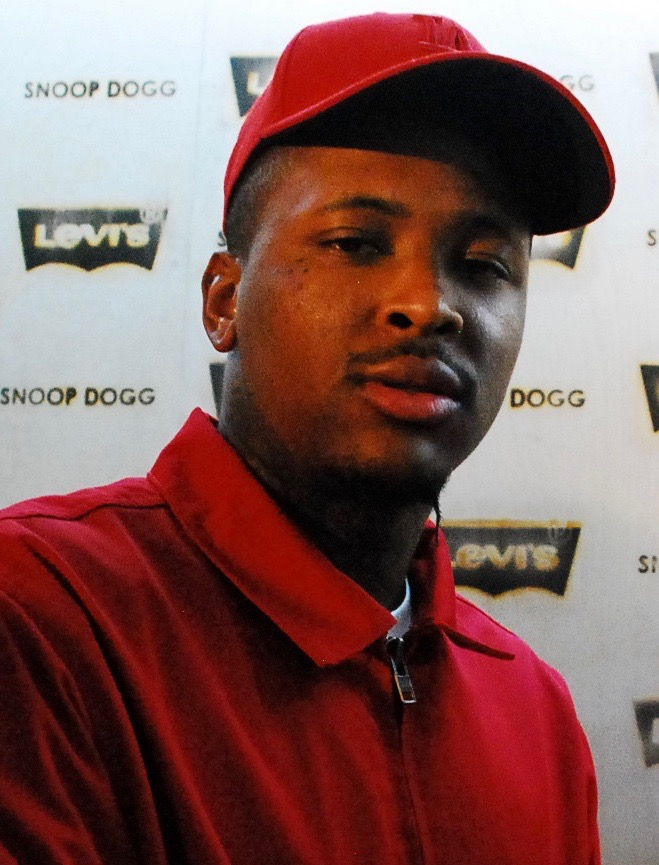
YG (* 1990)

### Yge
- Ygeman, Anders (* 1970), schwedischer Innenminister

### Ygg
- Yggeseth, Torbjørn (1934–2010), norwegischer Skispringer

### Ygl
- Ygl, Warmund († 1611), Beamter, Kartograph
- Yglesias, Matthew (* 1981), US-amerikanischer Blogger und Journalist
- Yglesias, Rafael (* 1954), US-amerikanischer Schriftsteller und Drehbuchautor

### Ygr
- Ygranes, Jarl Espen (* 1979), norwegischer Eishockeyspieler